# Giuseppe Ferdinando Brivio
Giuseppe Ferdinando Brivio (Milano, 1699 – Milano, 1758) è stato un compositore, direttore d'orchestra, violinista ed insegnante di canto italiano.
Fu noto principalmente per le sue opere e il suo lavoro riflette una espressività naturale ed utilizza figure musicali simili a quelle di Antonio Vivaldi.

## Biografia e carriera artistica
Nato a Milano, i dati che riguardano Brivio erano in un documento di corte che specificava la sua posizione come violinista al Palazzo Reale di Milano nel 1720. Qui diventò poco dopo il direttore musicale del teatro del Palazzo Reale dove rimase fino al 13 'ottobre 1732. Più tardi ritornò al teatro nel 1738 circa e qui rimase fino al 1742. Al Teatro Ducale la sua prima opera conosciuta, Ipermestra, debuttò il 6 dicembre 1727. Nel frattempo a Milano aveva fondato un'importante scuola di canto. Due delle sue allieve più famose furono i soprani Giulia Frasi e Caterina Visconti.
Brivio continuò scrivendo ancora cinque opere: L'Olimpiade (prima 5 marzo 1737, Teatro Regio di Torino), Artaserse (prima 2 giugno 1738, Teatro degli Obizzi di Padova), Merope (prima 26 dicembre 1738, Teatro Ducale di Milano), e La Germania trionfante in Arminio (prima 2 maggio 1739, Teatro Ducale di Milano). La sua musica fu usata anche in tre Pasticci messi in scena al King's Theatre, Haymarket, Londra durante il 1740, Gianguir (prima 2 novembre 1742), Mandane (prima 12 dicembre 1742), e L'incostanza delusa (prima 9 febbraio 1745), di cui scrisse alcune arie il Conte di Saint-Germain. L'ultimo lavoro teatrale ad usare la sua musica fu un altro pasticcio, L'Olimpiade, che debuttò al Teatro Marsigli-Rossi di Bologna il 10 maggio 1755.
Oltre all'opera, Brivio ha prodotto una piccola quantità di musica strumentale. Uno dei suoi due concerti per violino conosciuti è stato incluso in una pubblicazione ben nota di musica italiana dal deputato francese Pierre Philibert de Blancheton, accanto ai compositori Angelo Maria Scaccia e Carlo Zuccari.